# Takuya Yasui
Takuya Yasui (安井 拓也 Yasui Takuya?), född 21 november 1998 i Hyōgo prefektur, är en japansk fotbollsspelare.
Yasui började sin karriär 2017 i Vissel Kobe. Med Vissel Kobe vann han japanska cupen 2019.